# クラッシュ・オブ・ザ・コーズ
『クラッシュ・オブ・ザ・コーズ』（英: Clash of the Codes、コードの衝突）は、1996年5月に行われたラグビーユニオンクラブ・バースとラグビーリーグクラブ・ウィガンとの間のコード対抗二番特別勝負である。第1試合はラグビーリーグルールで、第2試合はラグビーユニオンルールで行われた。セント・ヘレンズとセールとの2度目となるコードの衝突は2003年1月27日に開催され、前半がユニオンルール、後半がリーグルールの下でプレーされた。3度目の衝突は共にサルフォードを本拠地とするサルフォード・レッドデビルズとセール・シャークスとの間で2014年8月26日に開催される予定だった（前後半でルールを入替）が、両クラブの試合スケジュールのため中止された。

## 背景

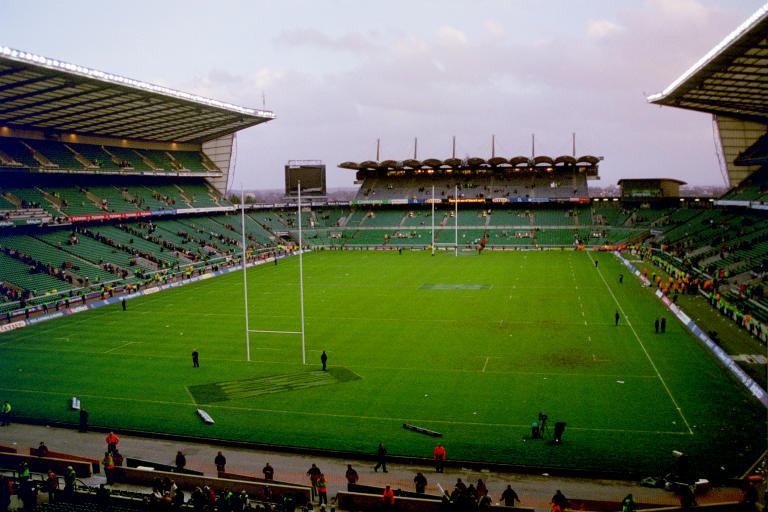
トゥイッケナムがラグビーユニオン・ルールの試合の場所として提案された。

1895年、イングランド北部のほとんどのラグビークラブが選手への支払問題をめぐってラグビーフットボールの運営団体ラグビー・フットボール・ユニオンから脱退し、競合団体のノーザン・ラグビー・フットボール・ユニオン（後にラグビー・フットボール・リーグに改名）を結成した。この「大分裂」によってラグビー・フットボール・ユニオンによって統括されるラグビーユニオンとラグビー・フットボール・リーグによって監督されるラグビーリーグという2種類のラグビーフットボールを生み出されることになった。ラグビーユニオンはその後もアマチュア競技であり続けたのに対して、ラグビーリーグではプロ選手が生まれ、プロリーグも発展していった。
100年後の1995年8月、国際ラグビーフットボール評議会はラグビーユニオン選手への支払の禁止を終え、プロ化を容認した。1996年1月、当時イングランドラグビーユニオンの支配的なクラブであったバースRFCと、同様にイングランドのラグビーリーグの支配的クラブであったウィガンRLFCがコード横断的二番勝負（互いのルールで1試合ずつ対戦する）を行うと発表された。

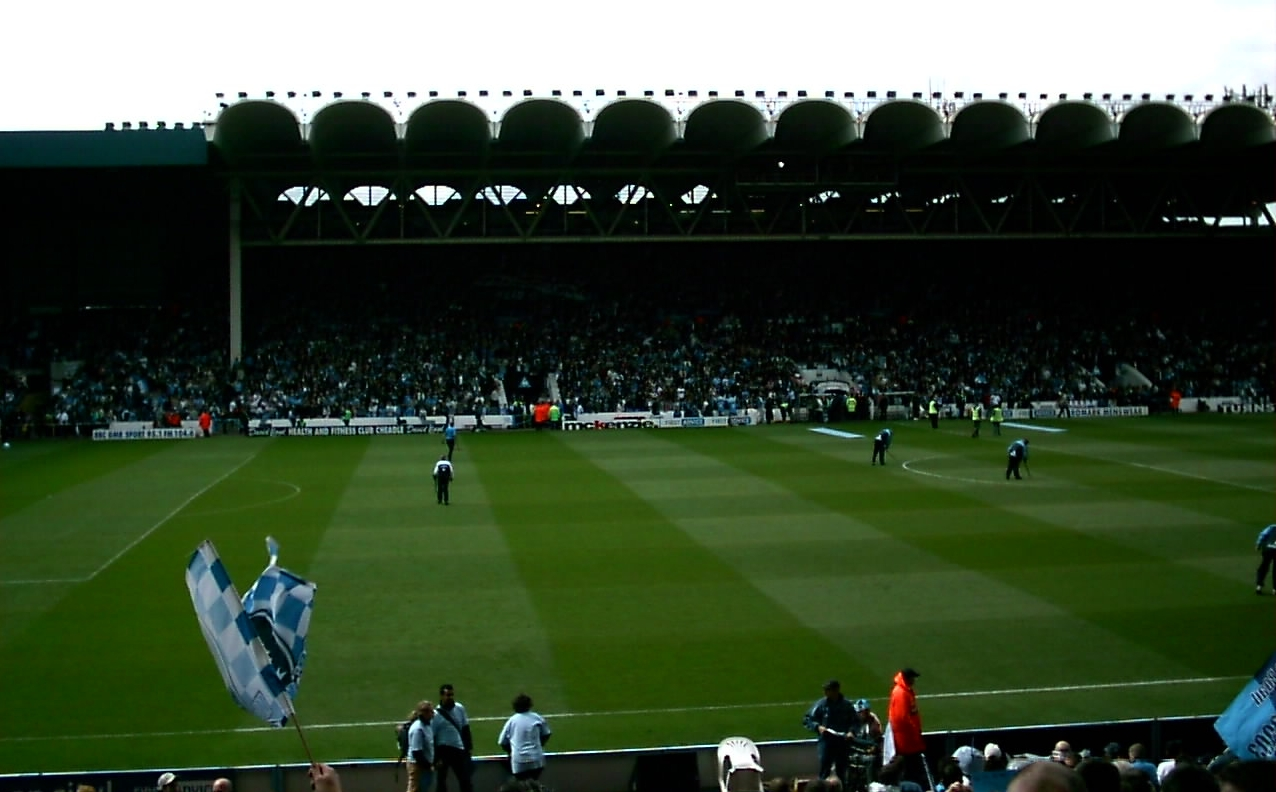
メイン・ロードがラグビーリーグの試合の開催場所として選ばれた。

このコード対抗戦へのラグビー・フットボール・ユニオン（RFU）とラグビー・フットボール・リーグ（RFL）両団体からの後援は中途半端なものであった。試合の期日は1996年5月に予定された。これは国内ラグビーユニオンシーズンが終了する時期であったが、ラグビーリーグのシーズンの開幕数週間前であった（ラグビーリーグはこの年シーズンを冬から夏に変更したところだった）。ユニオンルールの下での試合日として提案された期日はウィガンとシェフィールド・イーグルズとのスーパーリーグの試合とぶつかった一方で、RFUはトゥイッケナムの使用についてバースから打診された時、ピッチに種をまき直す計画のため試合会場として利用不可能である、と述べた。両クラブとも、出来る限り多くの観客を集めるため、2試合は自身のホームスタジム（レクリエーション・グラウンドとセントラル・パーク）とは別の会場で開催されるべきということに合意していた。しかしながら、カーディフ・アームズ・パークがユニオンの試合の開催を申し出たことが公になると、RFUはピッチの再種蒔きの延期と会場としてのトゥイッケナムの提供を決定した。マンチェスター・シティのホームであり、当時主要なラグビーリーグの試合が定期的に開催されていたメイン・ロードがラグビーリーグルールの下でプレーされる試合の開催場所として選ばれた。

## チーム

### バース
新たなプロ時代に入って、バースはイングランドにおける支配的なクラブであった。1987年にラグビーユニオンにおけるリーグ構造が開始して以来、クラブはカーリッジ・リーグ（Courage League）のタイトルを6度手にし、1972年に始まったアングロ・ウェルシュカップでは10度の優勝を誇った。また、クラブはイングランド代表チームに相当な数の選手を送り込んでおり、その中にはキャプテンのフィル・デ・グランビルも含まれた。

### ウィガン
ラグビーリーグにおける新たなスーパーリーグ時代が始まっても、ウィガンはラグビーリーグのトップであった。チームは直近の冬季RFLチャンピオンシップで優勝し7連覇を果たしたばかりだった。チャレンジカップでは9連覇がかかっていたものの、決勝で破れた。バースと同様に、ナショナルチームに多数の選手を派遣していた。

## 試合

### ラグビーリーグ

#### 準備期間
ラグビーリーグルールの下での試合の5日前、バースはピルキントン・カップ決勝でレスターに16-15で勝利し、前週のカーリッジ・リーグに続いてリーグとカップの二冠を達成した。その結果として、バースはメイン・ロードでの試合のための準備の機会をほとんど持てず、サウス・ウェールズ・ドラゴンズとリーグルールで肩慣らしのゲームを1試合行っただけだった。バースのピルキントン・カップ決勝の翌日、ウィガンはホームでスーパーリーグのパリ・サン＝ジェルマン戦をプレーし、76-8で勝利した。

#### 試合経過
バースはジョン・カラードがキックオフで必要とされる10メートルの距離を蹴ることに失敗し、出だしでつまづいた。キックオフから90秒以内にマーティン・オファイアがトライを決めたが、足がタッチに出たとして無効となった。しかし、わずか3分で、オフィアはこの夜の6トライのうちの最初のトライを決めた。バースがこの困難な試合を受け入れることに苦労している間に、さらにオファイア（2）、ヘンリー・ポール、ジェイソン・ロビンソン、テリー・オコナ、アンディー・ジョンソン、クレイグ・マードック、スコット・クィネルがトライを決めた。
バースはハーフタイム後にはより試合に入ることができるようになり、カラードがトライとコンバージョンを決めた。しかし、この得点によりウィガンから圧力を受け続けることとなり、 ラグビーリーグ王者からさらに6トライを決められ、最終スコアは82-6でウィガンが勝利した。
| 1996年5月8日 20:00 BST |

| ウィガン | 82 – 6 | バース                                |
| --- | ------ | ------------------------------------- |
| トライ: オファイア 6 ロビンソン 2 オコナー 2 ジョンソン 2 ポール 1 カシディ 1 クィネル 1 マードック 1 ゴール: ホール 5 ファレル 4 | Report | トライ: 1 カラード ゴール: 1 カラード |

#### 引用
| 「 | やつらは決して降参しなかった。称賛に値するよ。多くのチームは前半が終わった後に首をうなだれてしまっただろうが、彼らは全力を尽くした。（ショーン・エドワーズ、ウィガンキャプテン） | 」 |

| 「 | 彼らは素晴らしいチームです。彼らのランニングのラインは、特に集団で向かってきた時は止めるのが非常に難しかったです。彼らはスピードに乗って前進してきました。（フィル・デ・グランビル、バースキャプテン） | 」 |

### ラグビーユニオン

#### 準備期間
ラグビーリーグルールの下での1試合目からトゥイッケナムで行われるユニオンルールの下での雪辱戦までは2週間半の間隔があった。その間に、ウィガンはハリファックスおよびワーキントン・タウンとアウェーゲームを2試合プレーした。これらに先立って、ウィガンはミドルセックス・セブンズ（7人制ラグビーユニオンの大会）に強力なチームを送り込み、トゥイッケナムでプレーした初のラグビーリーグクラブとなった。さらに、決勝でワスプスを破り優勝を果たした。
バースは第1試合の前に国内シーズンが終了しており、2試合目に向けての準備に集中することができた。

#### 試合経過
再びバースのキックオフで試合は始まったが、今回は反則はなく、ジョン・カラードがキックしたボールをマーティン・ハーグが取ることで、バースのフォワードは対戦相手が不慣れなラックとモールの機会を早く得ることができた。バースの前進を止めることができたのは自身らによるノックオンの反則のみで、1試合目と同じくルールに慣れたチームが早い時間帯にトライを決めた。ウィガンの選手は早い段階でユニオンスクラムを組むことになったが、リーグでのスクラムは通常ボールを争わないため、この違いに慣れなければならなかった。実際、ウィガンの選手はユニオンのスクラムに不慣れなため、何度もコラプシングの反則を取られ、ペナルティートライとして最初のトライを献上することになった。バースはハーフタイム前にさらにアデダヨ・アデバヨ（2）とジョン・スリータムがトライを決め、25-0のリードで前半を終えた。
第1試合と同様に、後半はマイク・キャットとフィル・デ・グランビルが得点を決めてリードを拡げた。しかし、後半が進むにつれて、バースの選手は疲れ始め、ウィガンはすきを突くことができるようになった。クレイグ・マードックがフィールドの長さを走るトライを2つ決め、ヴァアイガ・ツイガマラが3本目のトライを決めた。バースはイアン・サンダースが7本目のトライを決めた。第1試合とは異なり、第2試合の後半はビジターとホームのスコアが同点であった。最終スコアは44-19でバースが勝利した。
| 1996年5月25日 15:00 BST | バース | 44 – 19 | ウィガン                                                             | トゥイッケナム（ロンドン） 観客数: 42,000人 レフリー: ブライアン・キャンプサル |
| 1996年5月25日 15:00 BST | トライ: アデバヨ 2 スリータム 1 キャット 1 デ・グランビル 1 サンダース 1 ペナルティートライ 1 コンバート: カラード 3 PK: カラード 1 | Report  | トライ: マードック 2 ツイガマラ 1 コンバート: アンディー・ファレル 2 | トゥイッケナム（ロンドン） 観客数: 42,000人 レフリー: ブライアン・キャンプサル |

#### 引用
| 「 | ユニオンのゲームはサイドラインから見てるよりもずっと速かったよ。 クレイグ・マードック、ウィガン | 」 |

### 余波

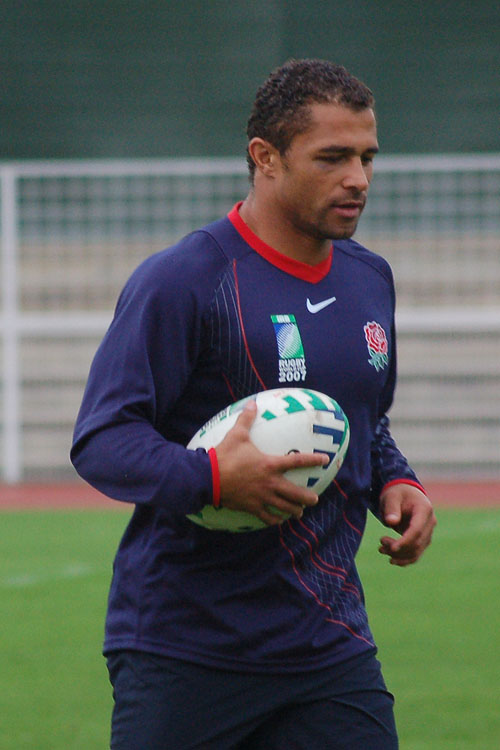
ジェイソン・ロビンソンはラグビーリーグからラグビーユニオンへの転向に成功し、2003年ワールドカップで優勝した。

一部では2つのコードの大いなる団結の始まりとしての役割を果たしたものの、ほとんどの人々はこの「クロスコード・チャレンジ」を第一には商業的な事柄と見なした。チャレンジカップの賞金を逃したウィガンは収入を得る方法を探していたのに対して、バースは完全なプロ仕様への転換の過程にあった。それはそれとして、この2連戦においてバースは、ラグビーユニオンにおけるフィットネス、強さ、速さに及ぼす影響の全てを備えたプロラグビーチームとしての姿を見せることはなかった。
バースは第1試合では明らかに手も足も出なかったものの、一定の成果を得ることができた。フィル・デ・グランビルは両チームのバックスで最多のタックルを記録し、デ・グランビル、スティーヴ・オジョモ、ジョン・カラード、アデダヨ・アデバヨはリーグの専門家に好印象を与えた。同様に、第2試合において、バースが疲れてきた後半、ウィガンは自身のより優れたフィットネスとより優れたランニングゲームを生かすことができた。
ラグビーユニオンのプロフェッショナリズム（プロ選手の起用）への転換と、ラグビーリーグでプレー経験のある選手のユニオンでのプレー禁止が終わったことで、数多くの著名なラグビーリーグ選手がスーパーリーグのオフシーズンの間にカーリッジ・リーグのクラブと短期契約を結ぶことを選んだ。このクロスコードシリーズに出場した多くのウィガンの選手がこういった動きを取った。ジェイソン・ロビンソンとヘンリー・ポールはバースと契約し、マーティン・オフィア、ヴァアイガ・ツイガマラ、ギャリー・コノリーもユニオンクラブでプレーした。一部の選手は15人制に完全に転向した。ツイガマラのニューカッスル・ファルコンズへの100万ポンドでの移籍は世界記録となり、ロビンソンはラグビーユニオンイングランド代表の中心選手となり、ラグビーワールドカップ2003を制した。
このクロスコードチャレンジは、バースとウィガンの両チームがそれぞれの競技のトップとしての衰退期に行われた。ウィガンの最大のライバルであったセント・ヘレンズは1996年に初のスーパーリーグタイトルを手にした。ウィガンは1998年に初のグランドファイナル制覇を果たし、3年連続でグランドファイナル進出を果たしたが、2010年までリーグタイトルを手にすることができなかった。その一方で、バースは1998年のハイネケンカップを制し、イングランドクラブとして初の欧州王者となったが、1996年のピルキントン・カップ以降国内タイトルには恵まれず、イングランドラグビーユニオンの頂点をライバルのレスターに明け渡した。
2連戦はラグビーユニオンとラグビーリーグとの間の関係の雪解けの始まりであった。トゥイッケナムで行われた試合とウィガンが参加したミドルセックス・セブンズ（これもトゥイッケナムで開催）が成功したことが、RFUがリーグのチャレンジカップ決勝をトゥイッケナムで開催するという申入れにつながった（チャレンジカップ決勝は伝統的にウェンブリーで行われているが利用できなかった）。RFLは最終的にこの申入れを受け入れ、2001年と2006年の決勝はこのラグビーユニオンのホームで開催された。トゥイッケナムはラグビーリーグワールドカップ2000の開幕戦として行われたイングランド対オーストラリアの会場としても使われた。またこの大会では、 ラグビーユニオンクラブの拠点であるキングスホルムとストラディ・パークでも試合が行われた。ブラッドフォード・ブルズはウィガンに続いて2002年にミドルセックス・セブンズに参加し、優勝を果たした。同様に、ラグビーユニオンもラグビーリーグの中心地である北部へと時折進出してきた。1998年、イングランド代表はラグビーワールドカップ1999の予選2試合をハダースフィールドにあるガルファーム・スタジアムでプレーした。このスタジアムでは決勝トーナメントの1試合も開催された。イングランド代表はオールド・トラッフォード（スーパーリーグ・グランドファイナルの伝統的な開催場所）でも2度プレーした。しかしながら、最も特筆すべき出来事は、1998年にリーズ・ライノズRLFCとリーズ・タイクスRUFCの合併とリーズ・ラグビー・リミテッドの設立であった。これは、「世界初のデュアルコードラグビーパートナーシップ」と形容された。リーグとユニオンのそれぞれのコードでプレーする異なる2チームが存在するものの、それらは単一の理事会を有する共通の組織によって所有される。

## その他の試合

### セント・ヘレンズ対セール
1996年の2連戦以降、ユニオンとリーグを団結させようという同様の尽力はわずかしかなかった。2003年1月、セント・ヘレンズはノーズリー・ロードにおいてセールと1試合のクロスコードゲーム（前半はユニオンルール、後半はリーグルール）を行った。どう見てもまだアマチュアクラブであったバースとは異なり、セールは10年の間プロフェッショナリズムの恩恵にあずかり、ラグビーリーグにおいて必要とされる絶えず続くタックルに順応するために必要な強さとフィットネスを向上させていた。また、セールは数多くの元リーグ選手を招集することができた（中でも注目すべきは、1996年にウィガンでプレーしたジェイソン・ロビンソン）。ユニオンルールの前半ではセールが41-0とリードし、リーグルールの後半はセント・ヘレンズの得点を39点に抑えることで、最終スコア39–41でセールが勝利した。
| 2003年1月27日 |

| セント・ヘレンズ                                                                                   | 39 – 41 | セール                                                                                            |
| -------------------------------------------------------------------------------------------------- | ------- | ------------------------------------------------------------------------------------------------- |
| トライ: ジョイント 1 Maden 1 ニューローブ 1 ガードナー 2 Kirkpatrick 1 フーパー 1 ゴール: ロング 2 | Report  | トライ: 1 カエート 2 ハンリー 2 デイヴィス 1 ターナー 1 スコフィールド ゴール: 3 ウィグルスワース |

### サルフォード・レッドデビルズ対セール・シャークス
2014年2月、慈善試合として、共にAJベル・スタジアムをホームスタジアムとするサルフォード・レッドデビルズとセール・シャークスとの間のクロスコードゲームが2014年8月26日に行われることが発表された。しかしながら、同年7月、2クラブそれぞれのリーグスケジュールのため試合が延期されることが発表された。試合の予定日はサルフォードのリーグ・シーズンの終わりに向かった重要な2試合の間だったのに対して、セールはまだ自身のリーグシーズン開幕前であった。